# Espoo
Espoo (nom finès; en suec, Esbo) és una ciutat a la costa sud de Finlàndia, a la província de Finlàndia del Sud. És part de l'àrea metropolitana de Hèlsinki. El seu terme limita a l'est amb Hèlsinki i Vantaa, al nord amb Nurmijärvi i Vihti i a l'oest amb Kirkkonummi; dins el seu municipi està enclavat el terme de Kauniainen, que es va segregar d'Espoo el 1920. Al nord-oest del terme municipal hi ha el parc nacional de Nuuksio.
Espoo té una extensió de 528 km², 312 km² dels quals són terrestres i la resta, maritimolacustres. La població actual és de 236 301 (30.6.2007), la segona més habitada després de Hèlsinki. Es divideix en els districtes d'Espoon keskus (el centre administratiu), Espoonlahti, Kalajärvi, Kauklahti, Leppävaara, Matinkylä-Olari i Tapiola.
La catedral, l'edifici més antic que s'hi conserva, és del final del segle xv. Fins al primer terç del segle xx Espoo era un petit nucli rural, que va créixer ràpidament als anys 40 i 50 com a nucli industrial i residencial proper a la capital. Va obtenir el títol de ciutat el 1972. En tan sols mig segle (del 1950 al 2000), la població d'Espoo va créixer dels 22.000 als 210.000 habitants, tot i que actualment s'ha anat estabilitzant. La majoria de la població és de parla finesa (els suecoparlants hi representen un escàs 9%).
Hi tenen la seu la Universitat Tecnològica de Hèlsinki i el VTT o Centre de Recerca Tecnològica de Finlàndia i el quarter general de l'empresa de telecomunicacions Nokia, juntament amb altres empreses d'alta tecnologia com Fortum i KONE i la branca de la telefonia mòbil d'Elisa Oyj.

## Ciutats agermanades
- Esztergom (Hongria)
- Gàttxina (Rússia)
- Irving (Texas, Estats Units)
- Køge (Dinamarca)
- Kongsberg (Noruega)
- Kristianstad (Suècia)
- Nõmme (Estònia)
- Sauðárkrókur (Islàndia)
- Sotxi (Rússia)
- Xangai (Xina)